# قرار مجلس الأمن التابع للأمم المتحدة رقم 1074
قرار مجلس الأمن التابع للأمم المتحدة 1074، المعتمد بالإجماع في 1 أكتوبر 1996، بعد أن أشار إلى جميع القرارات المتعلقة بالنزاعات في يوغوسلافيا السابقة، ولا سيما القرار 1022 (1995)، أنهى المجلس جميع التدابير المتبقية ضد يوغوسلافيا السابقة من القرارات السابقة ذات الأثر الفوري.
وقد تحسن تنفيذ اتفاق دايتون للبوسنة والهرسك وقوبل بالترحيب، إلى جانب الاعتراف المتبادل وإنشاء علاقات دبلوماسية بين جميع دول يوغوسلافيا السابقة. وكجزء من هذا الاتفاق، من الضروري أن تتعاون جميع البلدان مع المحكمة الجنائية الدولية ليوغوسلافيا السابقة. ولوحظ أيضا أن الانتخابات جرت في البوسنة والهرسك.
ولاحظ المجلس، متصرفا بموجب الفصل السابع من ميثاق الأمم المتحدة، أن الانتخابات ساهمت في تنفيذ اتفاق السلام وأذنت بإنهاء الجزاءات الدولية المفروضة على الدول في يوغوسلافيا السابقة. وحثت جميع الأطراف على التقيد بالتزاماتها وأشارت إلى أنها ستبقي الحالة قيد الاستعراض، وسيتم إعادة فرض التدابير إذا فشل أي طرف في الوفاء بالتزاماته بموجب الاتفاق.
وأخيرا، فإن اللجنة المنشأة بموجب القرار 724 (1991) سيتم حلها بمجرد الانتهاء من وضع تقريرها. وعقدت اللجنة 141 جلسة قبل أن تنتهي في 15 نوفمبر 1996.

## وصلات خارجية
- نص القرار في undocs.org